# Hasselamål
Hasselamål är den dialekt som talas i Hassela socken, Hälsingland. Trots att antalet talare av genuint hasselamål avtar, finns det fortfarande (2007) tydliga spår av bred dialekt hos ett flertal personer bosatta och/eller födda i socknen. Hassela heter Hassél på genuint hasselamål.
Hasselamålet är en av de dialekter i Hälsingland som räknas som rent norrländska. 
Utmärkande drag i hasselamålet är bland annat uttalet av bokstaven "r" när den står först i ett ord.
Exempel:
```
 belônn - tålamod,
 blevve - blivit (yngre form än det med samma betydelse och mer genuina "vôrste")
 blötgôbbar - övermogna hjortron
 fäjs - ladugård
 gravsvyn - grävling
 ingan - ingenting 
 rôsa - ljumskarna  
 sesselskit - gulsparv
 skarspkusa - skalbagge o.d.,
 snarsk - skinnet som bildas på varm mjölk 
 snytter - hjortron
 stikkebär - krusbär
 svyn - svin
 trôsk - groda 
 tymmerkusa - snytbagge
 kôfta - kofta 
```

Exempel på talat hasselamål
Dô jett passe-dä sô'nt Gammel-Erske hörer alle skettorla sôm hôpper ure mônn denn, häll vill dô brinn ôpp i ogna hans! 
Du måste/bör se upp så att inte djävulen själv hör hur du skvallrar/pratar strunt, eller vill du brinna upp i hans ugn! 
På denna länk finns ett ljudexempel på hur Hassela-mål kan låta.